# Religionen in Ungarn

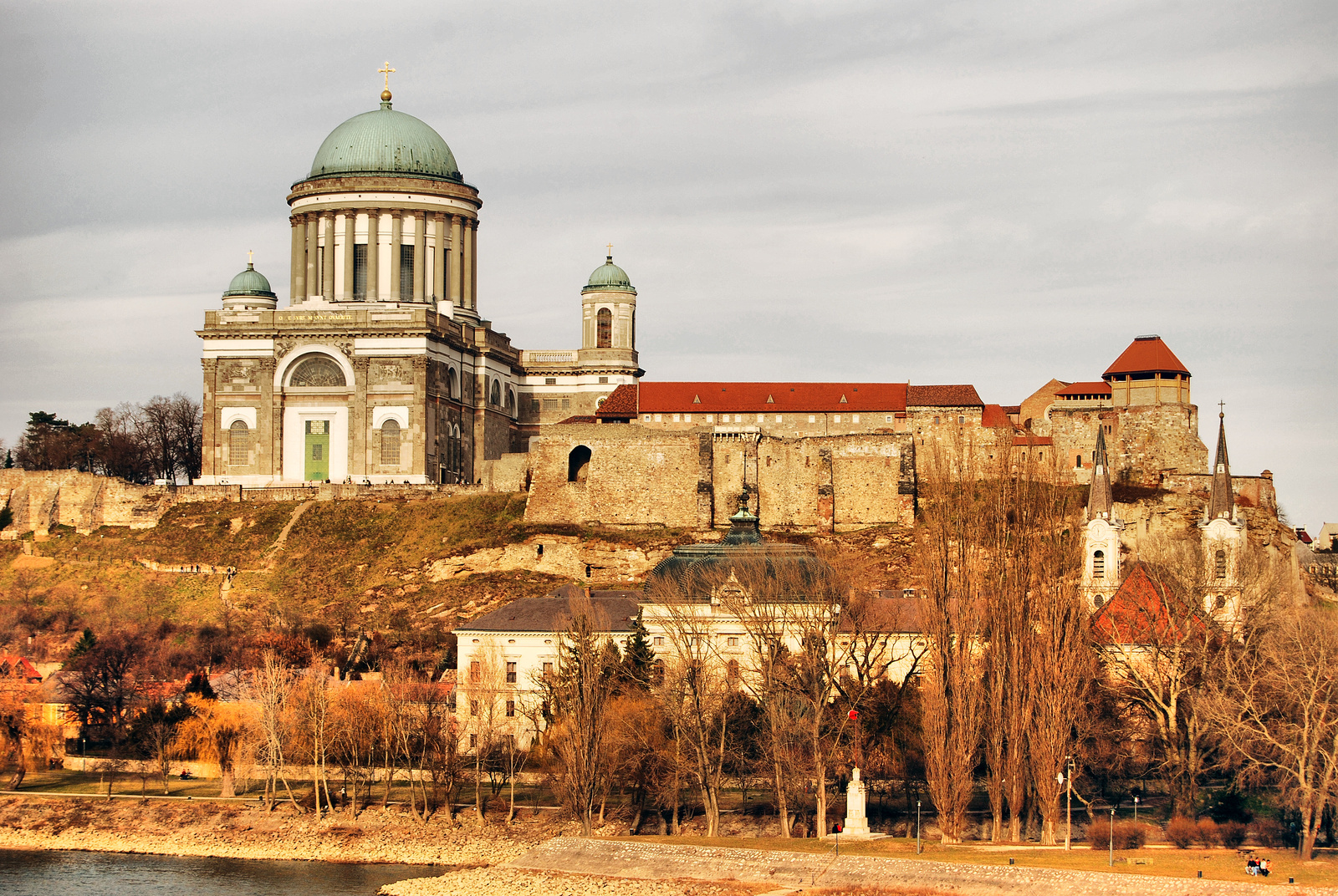
Sankt-Adalbert-Kathedrale in Esztergom, Sitz des katholischen Erzbistums

Zu den Religionen in Ungarn gehören vor allem die römisch-katholische Kirche und die Reformierte Kirche, sowie weitere christliche Kirchen und Gemeinschaften, aber auch Juden, Muslime und weitere Gruppen. Offiziell sind etwa 200 Religionsgemeinschaften registriert.

## Geschichte

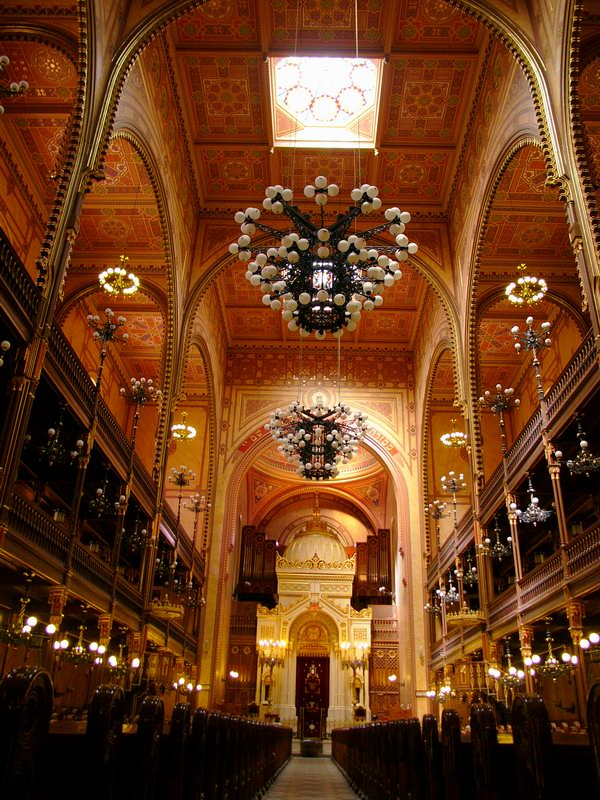
Große Synagoge in Budapest

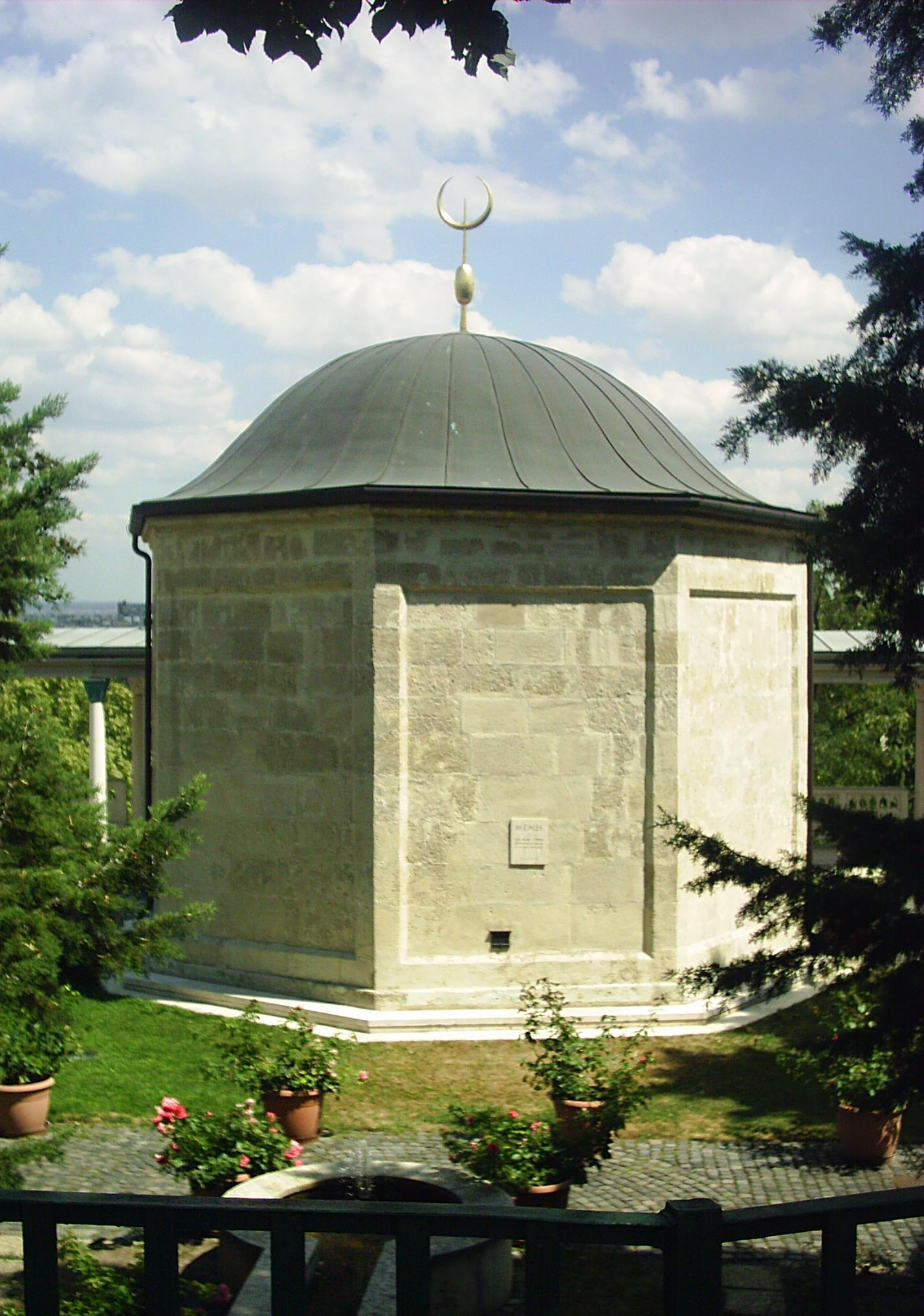
Türbe (Mausoleum) für Gül Baba, 1543–1548

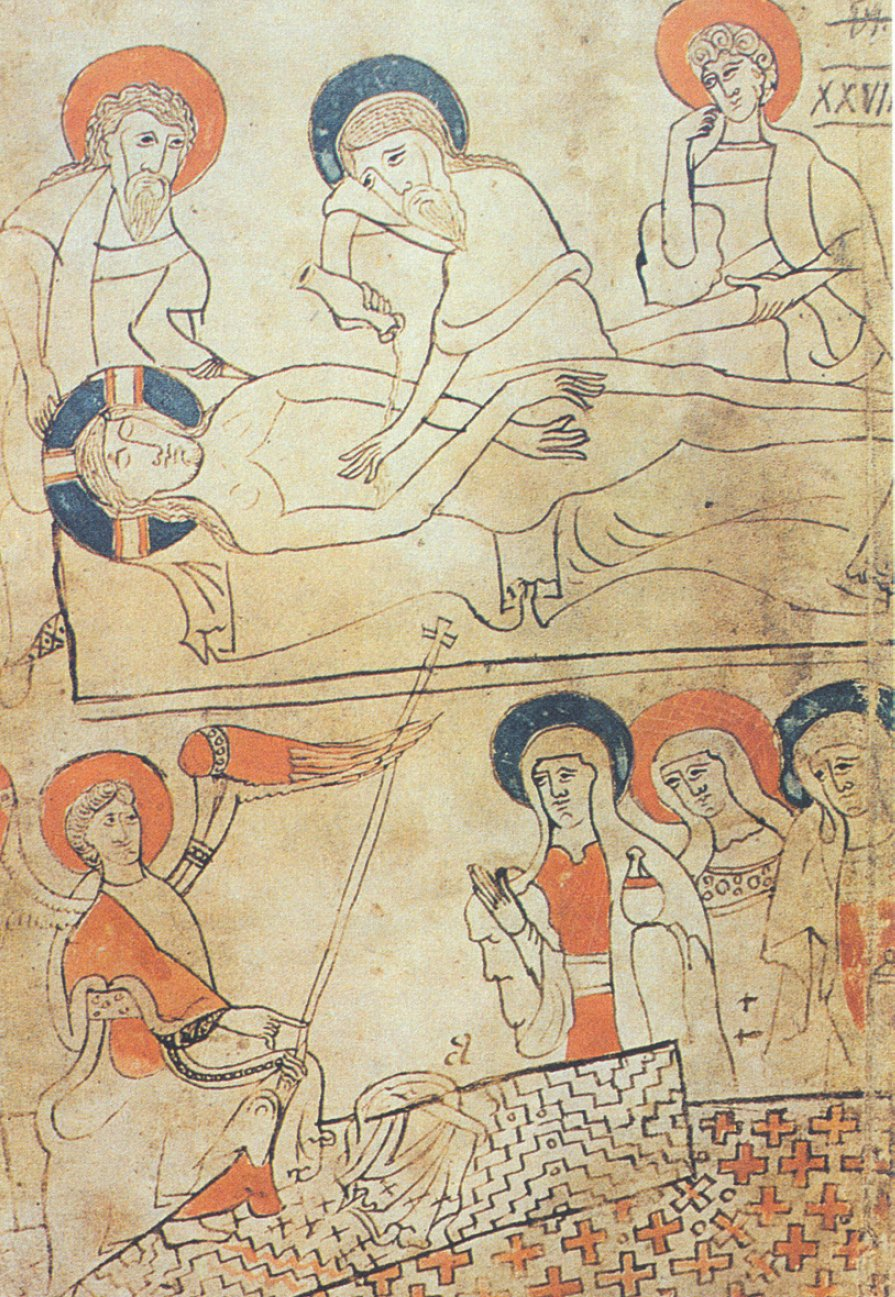
Codex Pray, 1192–1195

Im Gebiet des heutigen Ungarn herrschten bis in das 10. Jahrhundert einheimische Religionen vor. Mit der römischen Eroberung kamen einige jüdische Kaufleute, aus dem 3. Jahrhundert sind Inschriften in Lagerdörfern bekannt. Seit etwa 400 sind Spuren von Christianisierung zu finden. Die eingewanderten Slawen wurden im späten 9. Jahrhundert orthodox missioniert. Die im 9./10. Jahrhundert gekommenen Magyaren hielten zunächst an ihrer traditionellen Religion fest, ab etwa 950 gab es erste orthodoxe Missionare (Hierotheos). König Stephan I. schuf 1000/1001 das römisch-katholische Erzbistum Gran (Esztergom) und legte damit die Grundlage für die bis heute andauernde Ausrichtung. Im 11. Jahrhundert sind erste muslimische Kaufleute nachweisbar, 1232 wurde die Ausweisung aller Muslime angeordnet.
Mit der osmanischen Eroberung großer Teile Ungarns ab 1526 wuchs der Einfluss des Islam als offizielle Religion, während viele christliche Kirchen zerstört oder zu Moscheen umgewandelt wurden. Für jüdische Gemeinden verbesserten sich in dieser Zeit die Lebensbedingungen. Im nördlichen Ungarn gab es im 16. Jahrhundert erst lutherische, dann stärker reformierte (calvinistische) Einflüsse, auch durch deutsche Siedler, die aber im 17. Jahrhundert durch die Gegenreformation zurückgedrängt wurden. Neben dem reformierten Christentum konnten sich auch unitarische Gemeinden entwickeln, ein Zentrum der ungarischen Unitarier bildete damals die Stadt Fünfkirchen (ungarisch: Pécs). Nach dem Ende der osmanischen Herrschaft im Jahr 1683 kam ganz Ungarn zum Habsburgerreich und der Katholizismus wurde wieder die vorherrschende Religion. Das Toleranzpatent von Kaiser Joseph II. von 1781/82 eröffnete auch anderen Glaubensrichtungen eine freiere Religionsausübung.
Während der deutschen Besatzung 1944/45 wurde ein großer Teil der etwa 800.000 jüdischen Ungarn getötet.
Nach 1945 war die Religionsausübung eingeschränkt. Mit dem Religionsgesetz von 1989 wurde wieder eine Freiheit der Religion gewährleistet.

## Gegenwart
Die größte Religionsgemeinschaft ist die römisch-katholische Kirche, zu der sich etwa 56–60 % der Bevölkerung zählen.
Daneben gibt es die Griechisch-katholische Kirche, vor allem von ruthenischen und ukrainischen Gläubigen. Evangelisch sind die Reformierte Kirche als zweitgrößte Kirche mit etwa 13–16%, die Evangelisch-Lutherische Kirche, sowie weitere Gemeinschaften wie Baptisten, Methodisten, Unitarier und andere. Es gibt kleine orthodoxe Gemeinden der Serben, Rumänen, Bulgaren, sowie vom Ökumenischen Patriarchat von Konstantinopel und dem Patriarchat von Moskau.
Die jüdische Gemeinde ist mit 70.000–80.000 Mitgliedern eine der größten in Europa. Durch die Migration der letzten Jahre kamen zahlreiche Muslime nach Ungarn. Etwa 20 % der Bevölkerung gehören keiner Religionsgemeinschaft an, sind Atheisten oder machten bei den Befragungen keine Angaben.

## Statistik
| Religionen in Ungarn                                                                   | 1920                        | 1920          | 1930                        | 1930          | 1941                        | 1941          | 1949                        | 1949          | 1992        | 1992   | 1998        | 1998   | 2001                        | 2001          | 2011                        | 2011          |
| Religionen in Ungarn                                                                   | Anzahl                      | %             | Anzahl                      | %             | Anzahl                      | %             | Anzahl                      | %             | Anzahl      | %      | Anzahl      | %      | Anzahl                      | %             | Anzahl                      | %             |
| -------------------------------------------------------------------------------------- | --------------------------- | ------------- | --------------------------- | ------------- | --------------------------- | ------------- | --------------------------- | ------------- | ----------- | ------ | ----------- | ------ | --------------------------- | ------------- | --------------------------- | ------------- |
| Christliche Kirchen und Gemeinschaften                                                 | 7,496,825                   | 93.6          | 8,228,358                   | 94.7          | 8,909,799                   | 95.7          | 9,049,973                   | 98.3          | 9,632,801   | 92.9   | 8,151,998   | 79.4   | 7,583,772                   | 74.3          | 5,385,106                   | 54.2          |
| Römisch-katholische Kirche Lateinische Kirche Ungarische griechisch-katholische Kirche | 5,278,119 5,102,466 175,653 | 65.9 63.8 2.1 | 5,832,238 5,631,146 201,092 | 67.1 64.8 2.3 | 6,353,054 6,119,218 233,836 | 68.2 65.7 2.5 | 6,488,755 6,240,399 248,356 | 70.5 67.8 2.7 | 7,030,182 - | 67.8 - | 5,934,326 - | 57.8 - | 5,558,456 5,289,521 268,935 | 54.5 51.9 2.6 | 3,870,524 3,691,348 179,176 | 38.9 37.1 1.8 |
| Reformierte Kirche                                                                     | 1,670,990                   | 20.9          | 1,813,144                   | 20.9          | 1,934,853                   | 20.8          | 2,014,718                   | 21.9          | 2,167,121   | 20.9   | 1,817,259   | 17.7   | 1,622,796                   | 15.9          | 1,153,442                   | 11.6          |
| Evangelisch-Lutherische Kirche                                                         | 496,799                     | 6.2           | 533,846                     | 6.1           | 557,193                     | 6.0           | 482,157                     | 5.2           | 435,498     | 4.2    | 400,413     | 3.9    | 304,705                     | 3.0           | 214,965                     | 2.2           |
| Orthodoxe Kirchen                                                                      | 50,917                      | 0.6           | 39,839                      | 0.5           | 38,317                      | 0.4           | 36,015                      | 0.4           | -           | -      | -           | -      | 14,520                      | 0.1           | 13,710                      | 0.1           |
| Weitere christliche Gemeinschaften                                                     | -                           | -             | 9,291                       | 0.1           | 26,382                      | 0.3           | 28,328                      | 0.3           | -           | -      | -           | -      | 82,790                      | 0.8           | 131,108                     | 1.3           |
| Jüdische Gemeinden                                                                     | 473,329                     | 5.9           | 444,552                     | 5.1           | 400,760                     | 4.3           | 133,861                     | 1.5           | -           | -      | 20,534      | 0.2    | 12,871                      | 0.1           | 10,965                      | 0.1           |
| Buddhismus                                                                             | -                           | -             | -                           | -             | -                           | -             | -                           | -             | -           | -      | -           | -      | 5,223                       | 0.1           | 9,758                       | 0.1           |
| Islam                                                                                  | -                           | -             | -                           | -             | -                           | -             | -                           | -             | -           | -      | -           | -      | 3,201                       | 0.0           | 5,579                       | 0.0           |
| Weitere Religionsgemeinschaften                                                        | -                           | -             | -                           | -             | -                           | -             | -                           | -             | -           | -      | -           | -      | 2,513                       | 0.0           | 3,627                       | 0.0           |
| Ohne Religion                                                                          | -                           | -             | -                           | -             | -                           | -             | -                           | -             | -           | -      | -           | -      | 1,483,369                   | 14.5          | 1,659,023                   | 16.7          |
| Atheisten                                                                              | -                           | -             | -                           | -             | -                           | -             | -                           | -             | -           | -      | -           | -      | -                           | -             | 147,386                     | 1.5           |
| Keine Angabe                                                                           | 16,721                      | 0.2           | 2,553                       | 0.0           | 5,515                       | 0.0           | 20,965                      | 0.2           | 725,830     | 7.0    | 2,094,468   | 20.4   | 1,104,333                   | 10.8          | 2,699,025                   | 27.2          |
| Gesamtbevölkerung                                                                      | 7,986,875                   | 100.0         | 8,685,109                   | 100.0         | 9,316,074                   | 100.0         | 9,204,799                   | 100.0         | 10,369,000  | 100.0  | 10,267,000  | 100.0  | 10,198,315                  | 100.0         | 9,937,628                   | 100.0         |